# Saucedo (Uruguay)
Saucedo est une ville de l'Uruguay située dans le département de Salto. Sa population est de 326 habitants.

## Population
| Année | Population |
| ----- | ---------- |
| 1963  | 233        |
| 1975  | 213        |
| 1985  | 290        |
| 1996  | 270        |
| 2004  | 326        |

,